# Kamouraska
A Regionalidade Municipal do Condado de Kamouraska está situada na região de Bas-Saint-Laurent na província canadense de Quebec. Com uma área de mais de dois mil quilómetros quadrados, tem, segundo o censo de 2006, uma população de cerca de 22 pessoas sendo comandada pela pela cidade de Saint-Pascal. Ela é composta por 19 municipalidades: 2 cidades, 8 municípios, 7 freguesias e 2 territórios não organizados.

## Municipalidades

### Cidades
- La Pocatière
- Saint-Pascal

### Municípios
- Kamouraska
- Mont-Carmel
- Rivière-Ouelle
- Saint-Alexandre-de-Kamouraska
- Saint-André
- Saint-Bruno-de-Kamouraska
- Saint-Gabriel-Lalemant
- Saint-Pacôme

### Freguesias
- Saint-Denis
- Saint-Germain
- Saint-Joseph-de-Kamouraska
- Saint-Onésime-d'Ixworth
- Saint-Philippe-de-Néri
- Sainte-Anne-de-la-Pocatière
- Sainte-Hélène

### Territórios não organizados
- Petit-Lac-Sainte-Anne
- Picard